# 選帝侯大街站
选帝侯大街站（德語：U-Bahnhof Kurfürstenstraße）是德国柏林地铁的一个车站，位于腓特烈斯海因-克罗伊茨贝格，途经的线路有柏林地铁1号线和3號線。
车站名称来附近的选帝侯大街。